# Jamaica Bay Wildlife Refuge
Jamaica Bay Wildlife Refuge är ett naturreservat i New York, USA, inrättat 1972. Naturreservatet förvaltas av myndigheten National Park Service (NPS), och ligger helt inom stadsgränserna för New York City.

## Bildgalleri

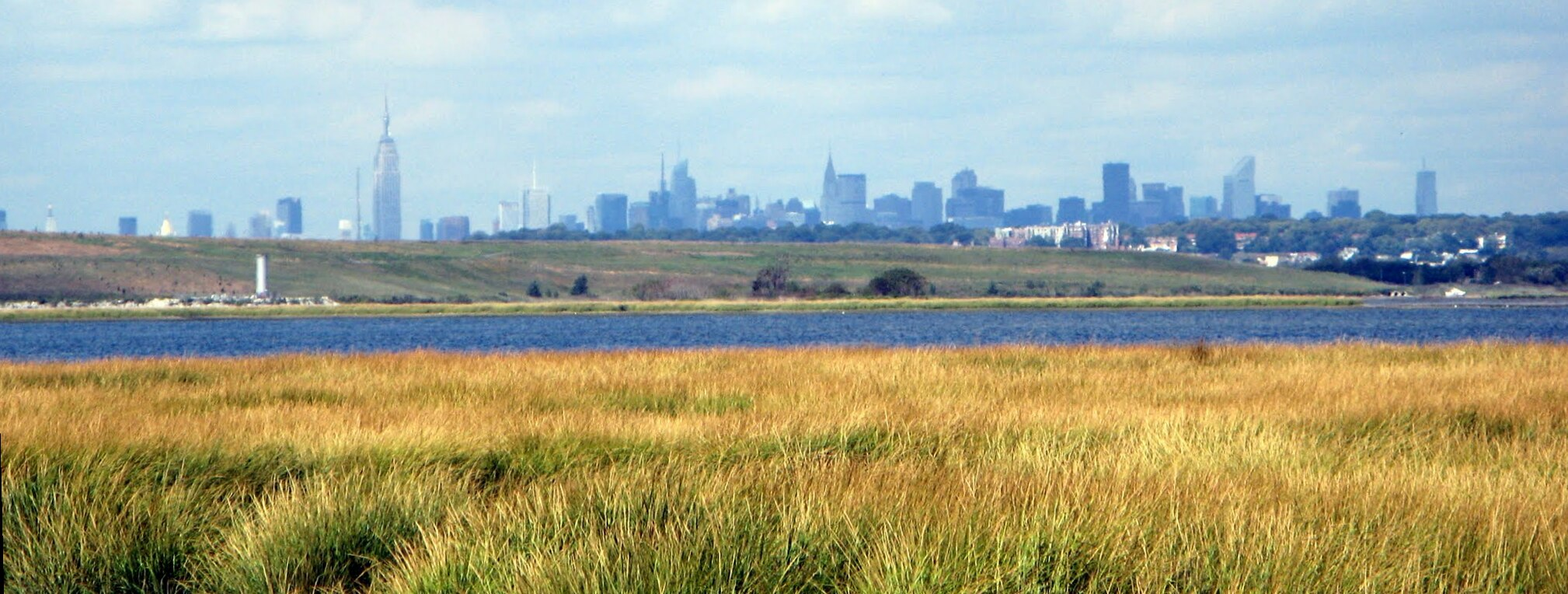
Manhattans stadssiluett sett från Jamaica Bay
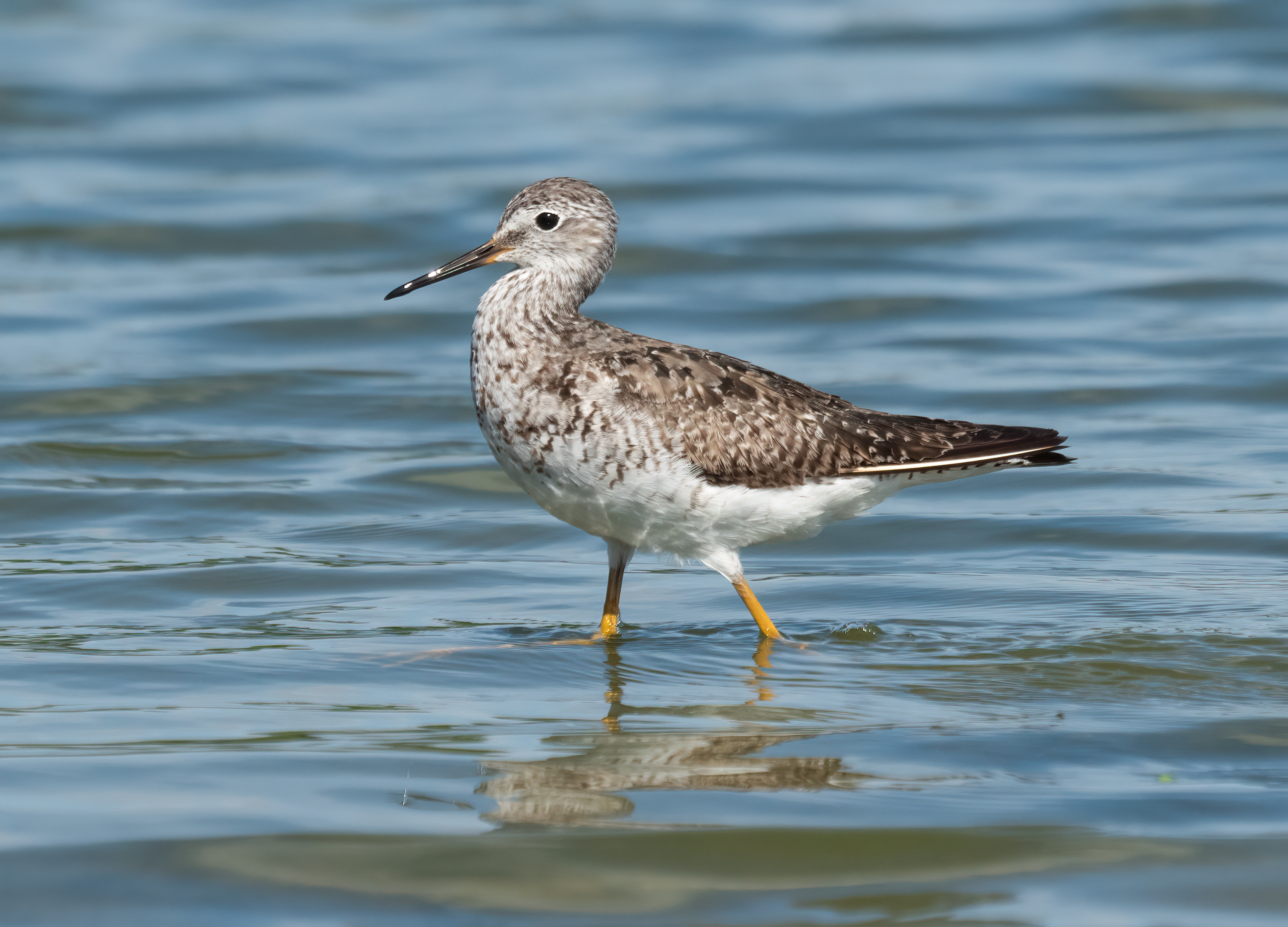
Mindre gulbena
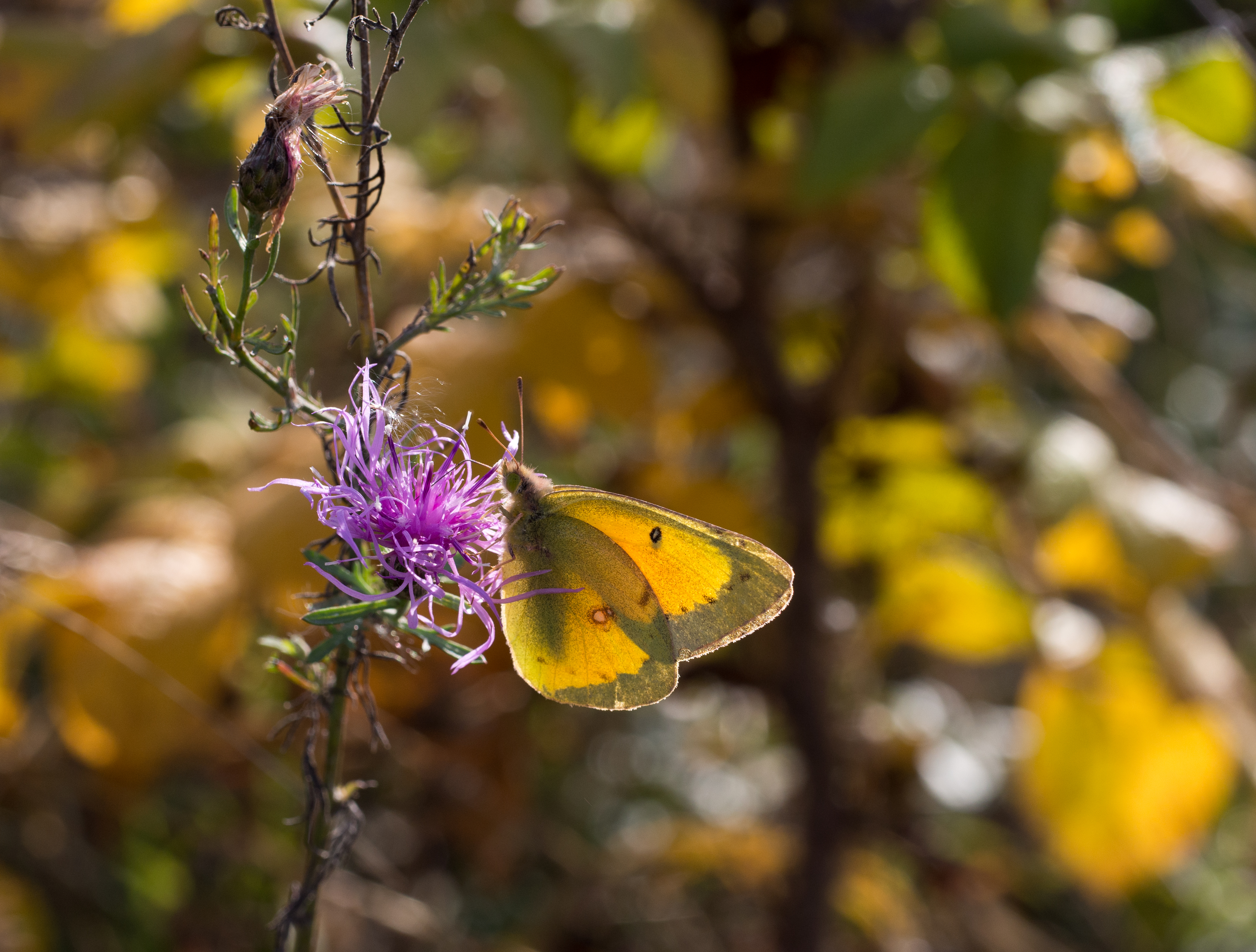
Colias eurytheme
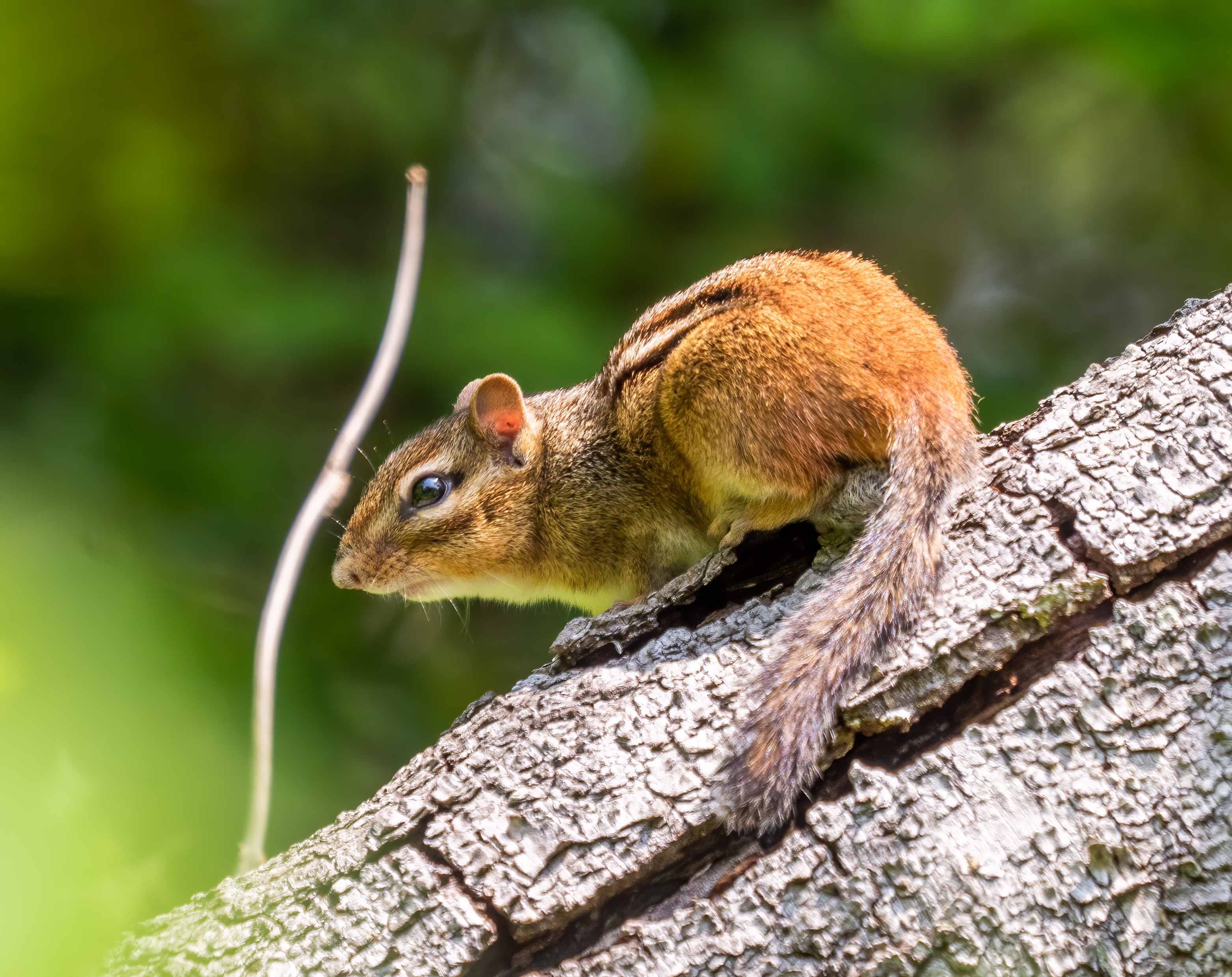
Östlig chipmunk
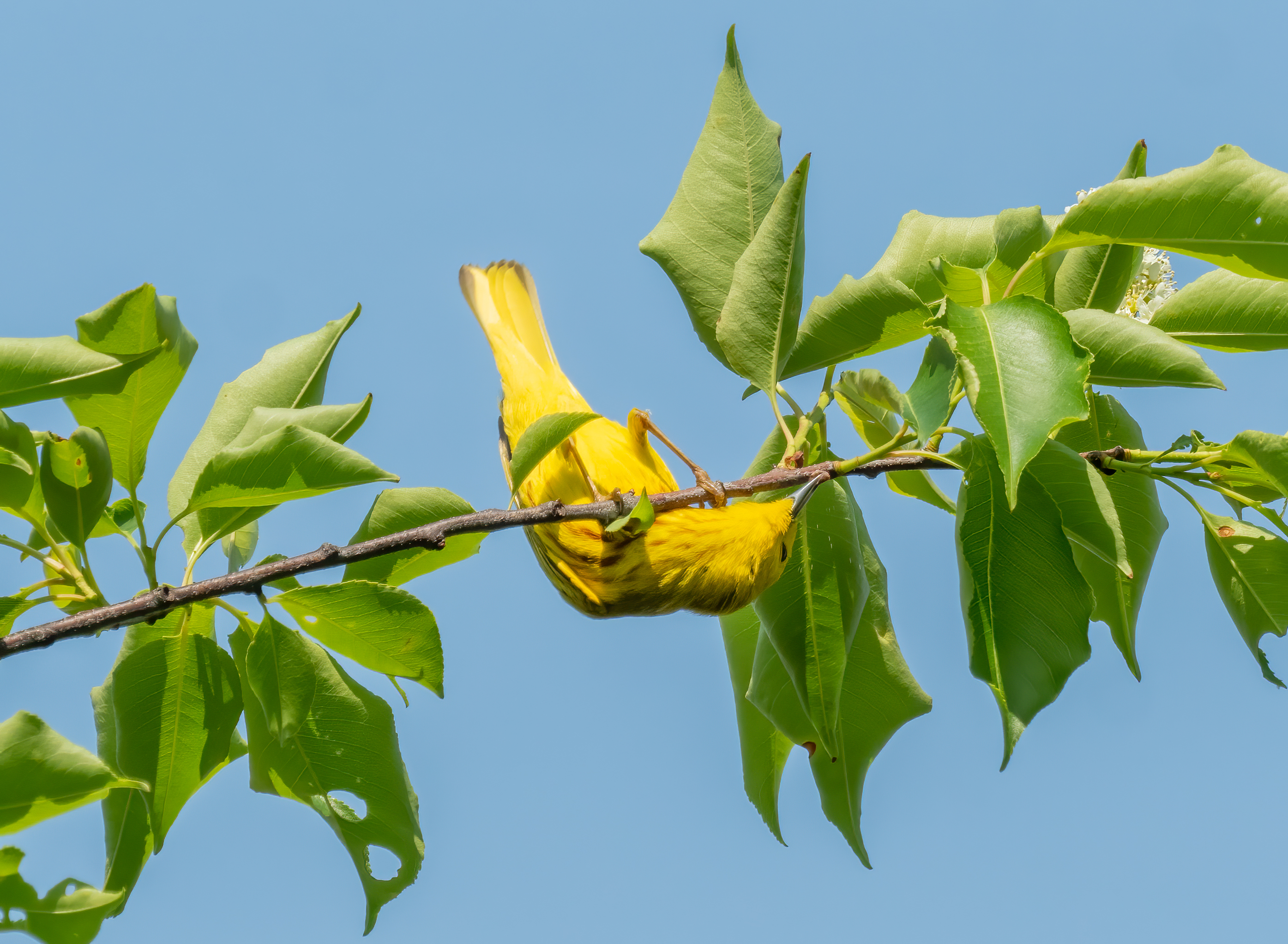
Gul skogssångare
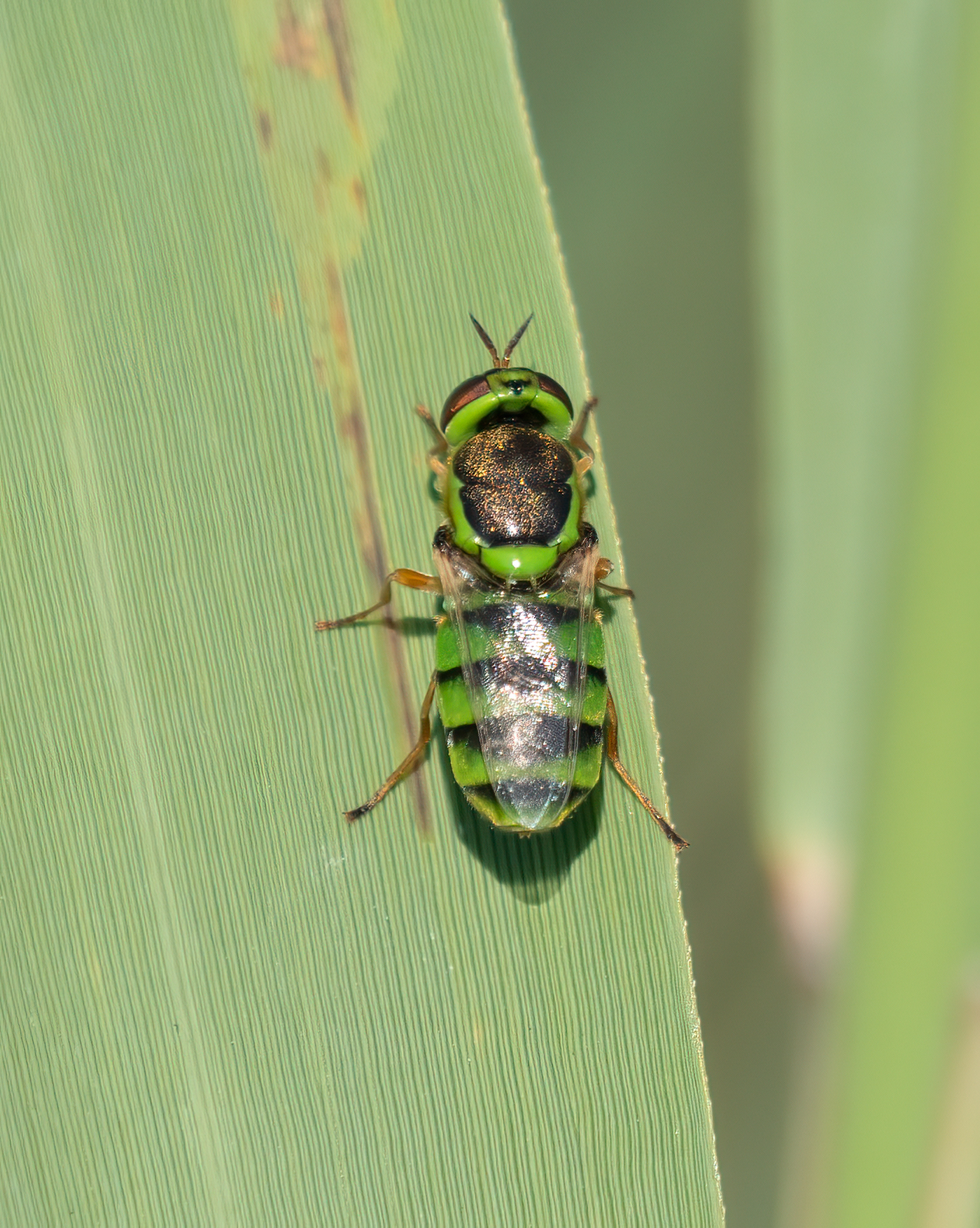
Odontomyia cincta